# Brasil Ecodiesel
Brasil Ecodiesel, actuellement Vanguarda Agro, est une entreprise brésilienne spécialisée dans la production de biocarburant.

## Historique
Terra Santa Agro est une entreprise publique brésilienne agro-industrielle fondée en 2003 à Rio de Janeiro sous le nom Brasil Ecodiesel, producteur de biodiesel. En 2011, après une fusion avec Maeda Agroindustrial et Vanguarda Participações, la société change son nom pour Vanguarda Agro et déménage son siège à Nova Mutum dans le Mato Grosso. Vanguarda Agro possède approximativement 254 milliers d'hectares de terrain divisés en 13 unités de production dans cinq états brésiliens. C'est le plus gros propriétaire foncier du pays[réf. nécessaire].